# Akuma (Street Fighter)
Akuma (悪魔 (Ác ma)), tại thị trường Nhật Bản được gọi với tên Gōki (豪鬼 (Hào quỷ))), là một nhân vật trong loạt trò chơi điện tử Street Fighter được tạo ra bởi Capcom. Akuma xuất hiện lần đầu trong Super Street Fighter II Turbo là một nhân vật bí mật và là trùm ẩn của trò chơi. Trong một số phiên bản trò chơi Akuma còn được nâng cấp lên thành Shin Akuma, hay tại Nhật Bản là Shin Gouki (新・豪鬼 (Chân - Hào Quỷ)), nghĩa là "ác quỷ đích thực".

## Ngoại hình
Akuma xuất hiện với mái tóc dựng ngược, đôi mắt đỏ ngầu và nước da ngăm đen. Hắn đeo chuỗi hạt lớn (theo cốt truyện của trò chơi hắn cướp được chuỗi hạt đó từ người thầy quá cố Goutetsu sau khi hắn sát hại ông). Võ phục của hắn có màu xám đen, cùng với sợi dây đai là một đọan dây thừng dài. Chữ "Thiên" (天) sau lưng hắn thể hiện một thứ sức mạnh tuyệt đối, và chỉ được thấy khi hắn sử dụng tuyệt kĩ hay thể hiện tư thế chiến thắng trong trò chơi. Qua những cuộc tranh luận của các thành viên trong nhóm phát triển trò chơi, cuối cùng họ thống nhất rằng sẽ đưa nhân vật này vào Super Street Fighter II Turbo với ngoại hình trên và giới thiệu với tư cách là nhân vật "bí ẩn và thật sự mạnh".

## Lối chơi
Akuma có những đòn thế kết hợp giữa những đòn thế đã trở thành thương hiệu của Ryu và Ken, những nhân vật chính của trò chơi. Tuy nhiên giữa 3 nhân vật này vẫn có sự phân biệt rõ ràng về lô ichiến đấu, như:
- Sức mạnh ngang bằng với Ryu và Ken cộng lại.
- Máu yếu, nhanh bị choáng nhưng hồi tỉnh rất nhanh.
- Nhiều đòn thế đã được sửa đổi và bổ sung.

## Xuất hiện

### Series Street Fighter
Xuất hiện lần đầu trong Super Street Fighter II Turbo với tư cách là nhân vật ẩn và là trùm cuối "ẩn" của trò chơi. Khi người chơi đạt tới điều kiện cần và đủ để mở khóa trùm cuối thì cũng là lúc ông ta xuất hiện trước khi người chơi đánh bại M.Bison. Tuy nhiên sau khi đánh bại hắn thì trò chơi cũng kết thúc và người chơi có thể mở khóa đọan Credit của trò chơi. Ở phiên bản tiếng Nhật, ông tự xưng là "kẻ có quyền thuật vô địch" (Master of the Fist hay 拳を極めし者, Ken o Kiwameshi Mono). Sẽ có hai cái kết được mở ra, một là ông ta hạ M.Bison, hoặc là ông ta tự chiến đấu với bản thân (trong trường hợp người chơi và máy tính cùng sử dụng Akuma). Ban đầu Akuma là nhân vật duy nhất không sử dụng tuyệt chiêu Super Combo và cũng không có thanh lực Super. Mãi cho đến phiên bản Super Turbo Revival cho hệ GameBoy Advance và trước đó là Super Street Fighter II X cho hệ máy Dreamcast của Sega thì Akuma mới trở thành nhân vật mở khóa được và có thể sử dụng chiêu Super trong trò chơi.
Akuma cũng xuất hiện trong Street Fighter Alpha: Warrior's Dream vẫn với tư cách là nhân vật mở khóa được đồng thời là đối thủ ẩn của trò chơi. Cốt truyện về Akuma cũng không có dự khác biệt mấy so với ở Super Turbo. Sau đó hắn được bổ sung ngay vào hàng ngũ các nhân vật của Street Fighter Alpha 2 và Street Fighter Alpha 3. Đồng thời Capcom cũng bổ sung thêm bên cạnh Akuma là Shin Akuma
với tư cách là một đối thủ ẩn và là nhân vật mở khóa được (trừ Street Fighter Alpha 3). Mối quan hệ giữa hắn và các nhân vật mới như Adon, Guy, Gen cũng được mở rộng hơn trước.
Cũng xuất hiện trong Street Fighter EX, Vẫn là nhân vật mở khóa và là trùm ẩn của trò chơi, tuy nhiên hắn cũng là một trong những nhân vật được phép rời khỏi phạm vi chiến đấu 2D trong suốt quá trình sử dụng chiêu Teleport.
Ở Street Fighter 3, Akuma chỉ được xuất hiện ở hai phiên bản là Street Fighter 3 2nd Impact và Street Fighter 3 3rd Strike. Trong bản 2nd Impact thì Akuma đóng vai trò tương tự như ở Super Turbo, tức là nhân vật ẩn và là trùm cuối ẩn thay thế. Sang tới phiên bản 3rd Strike thì Akuma trở thành nhân vật thông thường không cần mở khóa. Các chiêu thức của Akuma cũng được thể hiện uyển chuyển và chuyên nghiệp hơn.
Cũng trong Street Fighter IV với vai trò là trùm cuối ẩn và là nhân vật mở khóa ở phần chơi đơn dành cho hệ Arcade và hệ Console. Trong Super Street Fighter IV thì Akuma là nhân vật thông thường mà không cần mở khóa. Một phiên bản tiếp theo của Super Street Fighter IV là Arcade Edition giới thiệu thêm một thể biến mới của Akuma là Oni (狂オシキ鬼 Kuruoshiki Oni, The Mad Demon. Dịch: Xích Quỷ). Ở biến thể này Akuma đã trở thành Ma Thần và không còn chút "người" nào nữa.

### Những trò chơi khác
Akuma còn được xuất hiện rất nhiều trong các loạt trò chơi khác ngoài thương hiệu Street Fighter ra. Đầu tiên là X-Men: Children ò the Atom với vai trò nhân vật ẩn. Tiếp đến là tựa Marvel Super Heroes, khi nhân vật Anita sử dụng kỹ năng triệu hồi, làm xuất hiện các chiêu thức của Akuma. Sau này hắn còn xuất hiện trong các loạt trò chơi đối kháng của Capcom đã được hãng Marvel cấp phép như X-men vs Street Fighter, Marvel Super Heroes vs Street Fighter và Marvel vs Capcom: Clash of Super Heroes. Tuy nhiên trong Marvel vs Capcom: Clash of Super Heroes, hắn không xuất hiện trực tiếp mà ở dưới dạng một phong thái chiến đấu khác của Ryu. Trong Super Gem Fighter Mini Mix Akuma lại một lần nữa xuất hiện là một nhân vật ẩn và có tính hài hước hơn.
Trong series Capcom vs SNK cả hai thể của Akuma (bao gồm Shin Akuma) đều được đưa vào và là các nhân vật thông thường trong SVC Chaos và Capcom vs SNK pro. Sang đến phiên bản Capcom vs SNK 2 đã có sự cải tiến mới, bởi Shin Akuma không đơn giản chỉ là "ác quỷ đích thực" mà nó còn mang ý nghĩa là "Thần Quỷ", "Thiên Chúa". Sở dĩ như vậy vì sức mạnh của Akuma đã đạt tới một cảnh giới cao hơn khi hấp thụ năng lượng từ Rugal Bernstein-một nhân vật trong trò chơi The King of Fighter của hãng SNK lúc hắn đang hấp hối. Akuma cũng xuất hiện trong tựa Super Puzzle Fighter II Turbo và còn là nhân vật mở khóa trong Marvel vs. Capcom 2 và Marvel vs. Capcom 3: Fate of Two Worlds.
Trong TEKKEN 7, Akuma tham gia cốt truyện với vai trò là kẻ đi săn cả Heihachi Mishima và Kazuya Mishima, theo lời cầu nguyện từ Kazumi Mishima (vợ của Heihachi, mẹ của Kazuya), vì Kazumi từng cứu Akuma.

### Các tác phẩm truyền thông
Trong bộ phim được sản xuất năm 1994, Akuma không có mặt trong đó. Tuy nhiên khi được chuyển thể thành trò chơi thì Akuma được xuất hiện và được diễn xuất bởi Ernie Reyes Sr. ngoài ra Akuma còn xuất hiện trong Street Fighter II: The Animated Movie(1994) và loạt chương trình truyền hình Street Fighter II V của Nhật(1995). Mới đây nhất là sự xuất hiện của Akuma trong bộ phim ngắn Street Fighter: Legacy do diễn viên võ thuật Joey Ansah thủ vai.
Trong hai bộ phim hoạt hình Street Fighter Alpha: The Animation (1999) và Street Fighter Alpha: Generations (2005), mặc dù không phải là nhân vật chính nhưng toàn bộ câu chuyện của cả hai bộ phim đều xoay quanh Akuma. Bởi hắn chính là lời giải đáp cho sự thật về thân thế của Ryu. Trong Street Fighter Alpha: The Animation còn xuất hiện một nhân vật tên là Shun và là em trai của Ryu. Khi phát hiện thứ "Sức mạnh ma quỷ" của Akuma tồn tại trong cơ thể cậu bé, Ryu đã gặng hỏi và cậu bé trả lời rằng: "Do cha của chúng ta". Câu nói đó còn có hàm ý rằng Akuma chính là cha ruột của Ryu và Shun. Nhưng đó chỉ mới chỉ là một gợi ý nhỏ. Trong khi ở Street Fighter Alpha: Generations có những chi tiết gần như chắc chắn rằng Akuma và Ryu có quan hệ huyết thống (là hai cha con), mặc dù không có đề cập nào tới cậu bé Shun ở bộ phim trước.
Trong Imaginationland, một tập phim South Park giành giải Emmy, hắn xuất hiện cùng với Sagat trong các thước phim ghi lại cảnh các nhân vật phản diện. Cuối cùng hắn bị bại dưới tay Thủy Thủ Popeye.
Tại giải đấu quyền thuật quốc tế DREAM 8 dược tổ chức tại Nhật Bản, võ sĩ bộ môn phối hợp người Litva Marius Zaromskis đã mặc trang phục của Akuma bước lên võ đài trong trận đấu với võ sĩ Seichi Ikemoto và giành chiến thắng tuyệt đối.
ngoài ra Akuma cũng xuất hiện rất nhiều trong các tác phẩm truyện tranh của hãng giải trí UDON.

## Đón nhận
Số báo ngày 30 tháng 1 năm 1997 của tạp chí Gamest của Nhật xếp Akuma vào vị trí thứ 37 trong "Top 50 nhân vật Game tiêu biểu của Năm 1996" cùng với 2 nhân vật khác. Trong "Top 25 nhân vật Capcom của mọi thời đại" của tạp chí GameDaily Akuma được xếp ở vị trí thứ 11.IGN xếp nhân vật này ở vị trí thứ năm trong "Top 25 Nhân vật của Street Fighter" với ghi nhận "Ông ta là một kẻ phản diện đáng được công nhận trong loạt trò chơi". Cũng một bài viết khác trong trang đó, Ryan Clements nhận xét: "Ông ta có được một trong những chiêu thức mạnh nhất trong Street Fighter IV. Hãy chú ý những kỹ thuật ấy, bởi nó không chỉ hủy diệt đối thủ, mà còn thể hiện rất đậm nét phong cách."
GameDaily xếp Akuma ở vị trí thứ chín trong danh sách "Top 20 Nhân vật Street Fighter của mọi thời đại" với nhận xét "Mặc dù ông ta có những nét tương đồng giữa Ken và Ryu nhưng ta vẫn thấy được bản sắc rất riêng giữa ông ta và 2 người bọn họ".
GameSpy gọi ông là một trong "25 chiến binh siêu thô lỗ" trong trò chơi, ca ngợi sự tàn bạo của phong cách chiến đấu của ông. GameSpot cho rằng Akuma là nhân vật có tần súât lớn trong series Street Fighter do số lượng lớn các lần xuất hiện từ Super Street Fighter II Turbo. Ông cũng được ghi nhận là nhân vật mạnh nhất được đưa vào loạt trò chơi, và biến thể "Shin Akuma" thật sự là "kẻ bất khả chiến bại" với những chiêu thức đầy sức mạnh. Trang Gaming Age trích lời nhận xét của Jeff Keely: "Sự xúât hiện của Akuma trong Street Fighter 3: 2nd Impact là một cải thiện lớn", đồng thời nhấn mạnh ông ta sẽ trở thành một "nhân vật phản diện được yêu thích" của tất cả mọi người.
Các bức họa về Akuma đã được cấp phép sử dụng để trang trí cho bộ điều khiển của máyPlayStation 2 và cho tay cầm không dây Mad Catz của máy PlayStation 3.